# Małpa

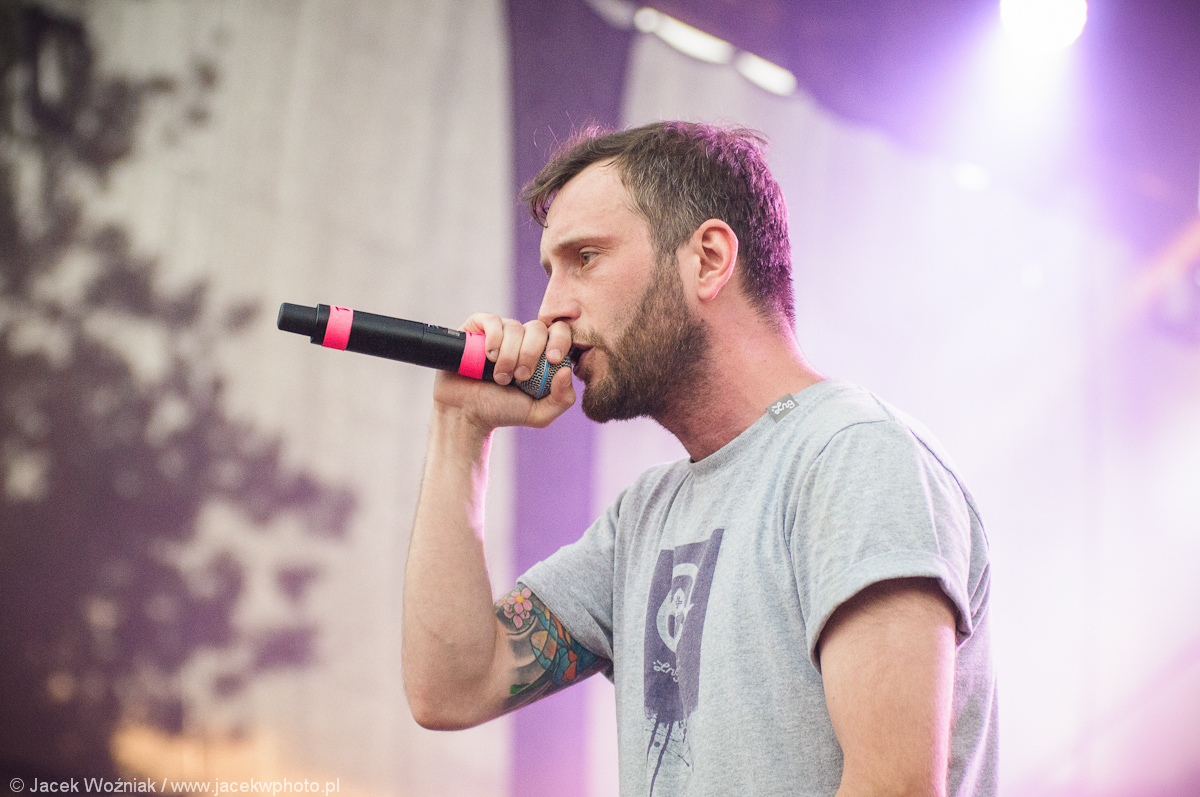
Małpa, 2013

Małpa [ˈmawpa] (* 1985 in Toruń, Polen, als Łukasz Małkiewicz; übersetzt „Affe“) ist ein polnischer Rapper. Er ist Mitbegründer des polnischen Hip-Hop-Duos Proximite. Unter anderem arbeitete Małpa bislang mit Musikern wie Diox, Donatan, Małolat, Parias, Pezet, PTP, Pyskaty, The Returners, W.E.N.A. und WhiteHouse zusammen.

## Karriere
Am 27. Oktober 2009 veröffentlichte Małpa im Eigenverlag sein Debütalbum Kilka numerów o czymś (dt. „Einige Nummern über etwas“). Nach dem Verkauf von tausend digitalen Exemplaren des Albums durch Małpa selbst, vermarktete das polnische Plattenlabel Asfalt Records dieses auch als CD. Sowohl von Kritikern als auch von der Öffentlichkeit bekam das Album überwiegend positive Kritiken. Drei Jahre nach der Veröffentlichung des Albums wurde dieses über 15.000 Mal verkauft, womit es damit die Goldene Schallplatte verliehen bekam. Im Februar 2013 veröffentlichte Małpa das Lied Skała mit dem dazu gehörigem Video auf Youtube. Bisher wurde es dort über sieben Millionen Mal aufgerufen.

## Diskografie

### Studioalben
| Jahr | Titel                 | Höchstplatzierung, Gesamtwochen, AuszeichnungChartsChartplatzierungen (Jahr, Titel, Platzierungen, Wochen, Auszeichnungen, Anmerkungen) | Anmerkungen                                               |
| Jahr | Titel                 | PL | Anmerkungen                                               |
| ---- | --------------------- | --- | --------------------------------------------------------- |
| 2009 | Kilka numerów o czymś | PL— GoldPL | Erstveröffentlichung: 27. Oktober 2009 Verkäufe: + 15.000 |
| 2016 | Mówi                  | PL1 Platin · (14 Wo.)PL | Erstveröffentlichung: 5. Februar 2016 Verkäufe: + 30.000  |
| 2019 | Blur                  | PL2 Gold · (8 Wo.)PL | Erstveröffentlichung: 5. Februar 2016 Verkäufe: + 15.000  |
| 2022 | Bóg Nie Gra W Kości   | PL1 Gold · (8 Wo.)PL | Erstveröffentlichung: 29. April 2022 Verkäufe: + 15.000   |

### Mixtapes
- 2010: Kilka blendów o hajsie, jointach i dupach! (mit 2sty)

### Gastbeiträge
| Jahr | Titel Album                                        | Anmerkungen                                                |
| ---- | -------------------------------------------------- | ---------------------------------------------------------- |
| 2010 | Ten jeden raz FenAMONNalnie                        | feat. Amonn                                                |
| 2010 | Nagapiłem się Dziś w moim mieście                  | feat. Pezet & Małolat                                      |
| 2010 | Jedna pasja Wybuchowa receptura                    | feat. PTP & Dondi                                          |
| 2011 | Sposoby TheRapy                                    | feat. TłustyKot, DJ Bidi & DJ Ace                          |
| 2011 | Powiedz Logika gry                                 | feat. Diox, The Returners, W.E.N.A. & Hades                |
| 2011 | Plecak Parias                                      | feat. Parias                                               |
| 2011 | Jestem sam Dalekie zbliżenia                       | feat. W.E.N.A. & Rasmentalism                              |
| 2011 | Jestem sam Hotel trzygwiazdkowy                    | feat. Rasmentalism & W.E.N.A.                              |
| 2012 | Jak mam żyć Kodex 4                                | feat. WhiteHouse                                           |
| 2012 | Nieobecni Na złej drodze do lepszych czasów        | feat. Prys & Basia „eM“ Miedzińska                         |
| 2012 | Daję słowo Rachunek jest prosty                    | feat. Kubiszew, Zbylu & DJ Haem                            |
| 2012 | Razem Pasja                                        | feat. Pyskata, W.E.N.A., Te-Tris, Siwers, Tomiko & PeeRZet |
| 2012 | Jestem stąd jestem sobą Równonoc. Słowiańska dusza | feat. Donatan, Miuosh, Pelson & Ero                        |

### Musikvideos
| Jahr            | Titel           | Regisseur         |
| --------------- | --------------- | ----------------- |
| 2010            | Nie byłem nigdy | R5Films           |
| 2011            | 5 Element       | Dwaem Media Group |
| 2013            | Skała           | Iktotomovie       |
| als Gastmusiker |                 |                   |
| 2010            | Nagapiłem się   | LetEmKnow         |
| 2011            | Powiedz         | ZU Road           |
| 2012            | Jak mam żyć     | Dirt Video        |
| 2012            | Nieobecni       | Juzz Media        |